# الثامرية (القصيم)
الثامرية تقع الثامرية أو كما تسمى قديما بعين الحميداني في المملكة العربية السعودية بمنطقة القصيم في الطرف الغربي لنفود السر عند التقاء وادي الرمة بها، وسميت بعين الحميداني لانها قديما كانت تسمى بعين بن هذال نسبه لبن هذال شيخ عنزه حيث كانت لهم، وآلت إلى أحد عائلة النعيم من اهالي عنيزه واشتراها منه الشيخ ذعار الحميداني قبل ما يقارب الخمسين عاما.
كانت عينًا جاريه وسكنت قبل 67 عاما من الآن،
وهي بلدة ريفيه تقع في طرف النفود بينها وبين الصفراء وبلد زراعية أيضا يقارب عدد البيوت فيها إلى حوالي 2300 منزلاً تقريبا 
تعد من أكبر القرى في منطقه القصيم وهي مركز من فئه (أ).
تتمتع البلدة بكافة الخدمات من تعليم (إلى الثانوي -بنين وبنات)
وكذكل الخدمات الصحية والماء والهاتف وبالطبع الكهرباء و90% من طرقها مسفلته

## موقعها
تقع الثامريه شمال مدينة المذنب بحوالي 15 كلم وتتبعها خدماتيا وتتبع امارة منطقة القصيم إداريا، وتقع جنوب محافظة عنيزة ب 37 كلم. تتميز النفود القريبة منها بتشابك الغضا وكثرته فيها وجمالها في فصل الشتاء والربيع، سميت بالثامرية نسبة لنقرة في النفود بهذا الاسم وكان الحمادين قد سكنوها قبل عين الحميداني وسكنوا ام دباب أيضا.